# プラウトゥス

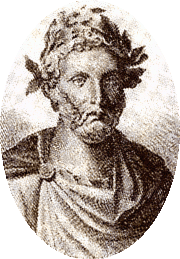

ティトゥス・マッキウス・プラウトゥス（ラテン語: Titus Maccius Plautus, 紀元前254年 – 紀元前184年）は、古代ローマの劇作家。
彼の喜劇は最初期のラテン文学に影響を残している。彼はまた最初期の演劇家でもある。エンターテイメントに飢えた観衆の必要を満たすため、駄洒落、名前に登場人物の性格をありありと反映させるなどの言葉遊びを多用した。主に言語の面白さによって観衆をひきつける必要から、物語全体の説得力は他の作家に道を譲るといわれる。

## 訳書
- ほら吹き軍人 樋口勝彦訳：世界文学全集 (第2期第16巻 古典篇 ギリシャ・ローマ文学篇) 河出書房 1956
- 捕虜 樋口勝彦訳：世界文学大系 (第2 ギリシア・ローマ古典劇集) 筑摩書房 1959
- 古代ローマ喜劇全集 第1巻 プラウトゥスⅠ 東京大学出版会 1975 
  - アンフィトルオ 黄金の壷 バッキス姉妹 捕虜(鈴木一郎訳) アスィナリア(岩倉具忠訳)
- 古代ローマ喜劇全集 第2巻 プラウトゥスⅡ 東京大学出版会 1976
  - 小箱の話 クルクリオ メナエクムス兄弟 商人(鈴木一郎訳) カスィーナ エピディクス(安富良之訳)
- 古代ローマ喜劇全集 第3巻 プラウトゥスⅢ 東京大学出版会 1977
  - ほら吹き兵士(岩倉具忠訳) 幽霊屋敷 ペルシャ人(鈴木一郎, 安富良之訳) カルタゴ人(鈴木一郎訳)
- 古代ローマ喜劇全集 第4巻 プラウトゥスⅣ 東京大学出版会 1978   
  - プセウドールス あみづな スティクス 三文銭 トルクレントゥス 旅行かばん 各・鈴木一郎訳
- 綱曳き 松平千秋訳 世界文学全集 2 講談社 1978.5
- ローマ喜劇集 1 プラウトゥス 京都大学学術出版会 2000.9 - 以下は西洋古典叢書
  - アンピトルオ 木村健治訳 ロバ物語 宮城徳也訳 黄金の壺 五之治昌比呂訳 バッキス姉妹 小川正廣訳 捕虜 竹中康雄訳
- ローマ喜劇集 2 プラウトゥス 京都大学学術出版会 2001.3
  - カシナ 山下太郎訳 小箱の話 岩谷智訳 クルクリオ 小川正廣訳 エピディクス 五之治昌比呂訳 メナエクムス兄弟 岩崎務訳
- ローマ喜劇集 3 プラウトゥス 京都大学学術出版会 2001.10
  - 商人 ほらふき兵士 木村健治訳 幽霊屋敷 岩谷智訳 ペルシア人 竹中康雄訳 カルタゴ人 山沢孝至訳
- ローマ喜劇集 4 プラウトゥス 京都大学学術出版会 2002.4
  - プセウドルス 高橋宏幸訳 綱引き スティクス 小林標訳 三文銭 上村健二訳 トルクレントゥス 宮城徳也訳 旅行かばん 藤谷道夫訳

## 参考図書
- ギリシャ・ローマ演劇史 第6巻 (ローマ喜劇・悲劇作家作品研究) 新関良三 東京堂 1957
- ローマ喜劇　小林標　中公新書、2009